# Операция «Афина»
Опера́ция «АФИ́НА» (англ. Operation ATHENA) — вклад Канадских вооружённых сил в Международные силы содействия безопасности в Афганистане.
Фаза 1 операции «Афина» состояла в развёртывании войск, называемых оперативной группой Кабул, насчитывавшей около 1900 чел. личного состава (из них 1700 в Кабуле). К их обязанностям относилось патрулирование канадской зоны, рытьё колодцев и ремонт зданий. Расходы на операцию составили около 840 миллионов долларов, а после неё в феврале 2006 г. началась Операция «Лучник».
С переносом приоритета в Региональном командовании МССБ (Юг) в августе 2006 г. с операции Несокрушимая свобода на Международные силы содействия безопасности Канадская оперативная группа в Кандагаре снова осталась в строю благодаря продолжающейся операции АФИНА.